# Farlig ungdom
Pour plus de détails, voir Fiche technique et Distribution.
Farlig ungdom (littéralement « jeunesse dangereuse ») est un film danois réalisé par Lau Lauritzen Jr., sorti en 1953.

## Synopsis
Egon vit à Copenhague et tombe amoureux de Ruth. Mais, avec son gang, il agresse un homme, se fait arrêter et est envoyé dans un foyer pour mineurs.

## Fiche technique
- Titre : Farlig ungdom
- Réalisation : Lau Lauritzen Jr.
- Scénario : Johannes Allen
- Musique : Sven Gyldmark
- Photographie : Rudolf Frederiksen et Ole Bram Knudsen
- Montage : Wera Iwanouw
- Société de production : ASA Film
- Pays de production :  Danemark
- Genre : Film de gangsters et drame
- Durée : 104 minutes
- Date de sortie : 
  - Danemark : 24 août 1953

## Distribution
- Ib Mossin : Egon Madsen
- Birgitte Price : Alice
- Per Lauesgaard : Balladekarl
- Ole Wisborg : Alfred
- Kirsten Verner : Tove
- Klaus Nielsen : Einar
- Thomas Rasch : John « Johnny » Høyer
- Anni Stangerup : Ruth Jensen
- Anker Taasti : Leif
- Ib Freuchen : Dr. H. V. Høyer

## Distinctions
Le film a reçu le Bodil du meilleur film danois.